# 本土寺過去帳
本土寺過去帳（ほんどじかこちょう）とは、千葉県松戸市にある本土寺に伝えられた中世期の過去帳。

## 概要
本土寺は日蓮の六老僧である日朗あるいはその弟子の日伝の開基と伝えられ、領主である千葉氏や高城氏の保護を受けながら、関東地方各地において信仰を集めた。
本土寺過去帳にはこうした事情を背景として13世紀後半から18世紀前半までの記事が日牌式で作成されている。現行のものは寛正7年（1466年）の過去帳を元に天正11年（1583年）に書写され、その後宝暦年間までの約170年分が書き足された「天正本」と明暦2年（1656年）に書写された「明暦本」の2種類があり、ともに全3冊からなる。「明暦本」が早くから流布されて『続群書類従』にも所収されたが脱落も多く、昭和57年（1982年）に『千葉県史料 中世編』として所収・刊行された「天正本」の方が重視される。
中世東国の政治史のみならず、人口動態の研究（餓死#日本における餓死）、不受不施派弾圧問題、などの研究史料として用いられることも多い。